# Dani Nel·lo
Dani Nel·lo   (Magòria, 2 d'octubre de 1967) és un saxofonista, compositor i creador d'esdeveniments escènics català. També va participar en diversos concerts de Sau, incloent el realitzat a la Monumental de Barcelona.

## Biografia
Inicia la seva carrera l'any 1985 amb 17 anys com a saxofonista amb el grup barceloní de Rock’ n' Roll Los Rebeldes. Figura carismàtica de la formació, grava amb la banda vuit discos i resta amb ells fins a l'any 1997. Posteriorment inclou nous estils com el Rythm and blues i el Jazz i a finals dels 90 presenta la seva pròpia banda amb el nom de Nel·lo i la banda del Zoco, amb la qual grava dos àlbums: Derechito al Infierno (1998) i Crápula (1999). Després crea el grup instrumental, Tandoori Le Noir amb les figures més destacades del blues de Barcelona.
El seu so i magnetisme musical el porten a col·laborar amb diversos músics de l'àmbit estatal i internacional com Los Lobos, Lee Rocker, Raimundo Amador, Mitch Woods, David Lindley, Kiko Veneno, Ariel Roth, Jackson Browne, Bunbury, Pat McDonald, John Parrish i Nick Curran. Paral·lelament, ha desenvolupat una consistent carrera com a compositor de bandes sonores per a teatre i cinema, així com a intèrpret teatral dels seus propis textos a; "Estranyes Sensacions", Espai Brossa de Barcelona, 2003; "Negra i criminal: La ciutat de les ombres", 2007). El 2004 entra en contacte amb la directora teatral Carme Portaceli, amb qui segueix col·laborant. Juntament amb altres artistes independents funda l'organisme Factoria Escénica International - FEI. El 2005 publica l'àlbum "Vértigo" amb una formació homònima amb la qual experimenta una barreja atmosfèrica entre cabaret i novel·la negra que es desenvolupa més endavant amb bandes sonores per a les novel·les de l'escriptor Andreu Martín i a l'espectacle musical - teatral "Negra i criminal: La ciutat de les ombres".
El 2009 emprèn la co-direcció artística de Taboo, el primer espectacle de burlesque que se celebra periòdicament a Espanya on actua actualment amb la seva nova formació Los Mambo Jambo, on interpreta el seu primer disc amb el mateix nom de la banda, que veu la llum el 2011. El 2010 presenta dos àlbums més recents, "Noir" i "Tesoro Recordings", donant per finalitzada una etapa centrada en sons del món de la ficció criminal. A l'actualitat presenta i realitza la direcció artística del programa de televisió Jazz a l'estudi al canal de TV3 i prepara dos assajos sobre manifestacions teatrals i fenòmens musicals juntament amb Mery Cuesta, crítica d'art.

## Discografia
Rebeldes
Rebeldes
- 1986 “Rebeldes con causa”, (EPIC - CBS)
- 1987 “Preferiblemente Vivos”, (EPIC - CBS)
- 1988 “Más allá del bien y del mal”, (EPIC - CBS)
- 1989 “Héroes”, (UR)
- 1990 “En cuerpo y alma”, (EPIC - CBS)
- 1991 “Tiempos de Rock'n'Roll”, (EPIC - CBS)
- 1993 “La rosa y la cruz”, (EPIC - CBS)
- 1995 “Básicamente Rebeldes”, (EPIC - CBS)

Nel·lo y la Banda del Zoco
- 1998 “Derechito al Infierno”, (Universal Music)
- 1999 “Crápula”, (EDEL Music)
- 2000 “Tributo al Rey”, (Picap)

Tandoori Le Noir
- 2003 “Tandoori Le Noir”, (K-Industria)

Dani Nel·lo 
- 2005 “Vértigo”, (Fresh Sound)
- 2010 “Noir”, (Nómada 57)[5]
- 2011 "Tesoro Recordings", (Nómada 57)
- 2011 "Los Mambo Jambo", (Buenritmo)
  - 2013 "Impacto Inmenente" Los Mambo Jambo (Buenritmo)
  - 2014 "Sax-O-Rama" (Buenritmo)
  - 2016 "Jambology" Los Mambo Jambo (Buenritmo)
  - 2017 "Sax Attack" Barcelona Big Blues Band (Buenritmo)
  - 2017 "Los Saxofonistas Salvajes Vol.1" (Buenritmo)
  - 2018 "Arkestra" Los Mambo Jambo (Buenritmo)
  - 2019 "Los Saxofonistas Salvajes Vol.2" (Buenritmo)
  - 2020 "Please Mr.Milton" Feat.Koko Jean Davis (Buenritmo)
  - 2021 "Pomez Stone" (Buenritmo)
  - 2022 "Grand Prix" Feat. Organ Trio (Buenritmo)

Col·laboracions discogràfiques destacades
- 1997 “ Compañeros de viaje” amb Loquillo, (EMI-Hispavox)
- 1998 “Cántame mis canciones” amb David Lindley, (COLUMNA M)
- 1999 “Begging Her Graces” amb Pat McDonald & John Parrish, (Ulftone)
- 2000 “Cuero español” amb Loquillo, (EMI-Odeón)
- 2001 “Feo, Fuerte y formal” amb Loquillo, (Blanco y Negro)
- 2001 “En vivo mucho mejor” amb Ariel Roth, (Warner Music)[6]
- 2003 “Lo siento Frank” amb Ariel Roth, (Warner Music)
- 2004 “Viaje a ninguna parte” amb Bunbury, (EMI Music)
- 2005 “Bloc de lírica dura” amb Víctor Bocanegra, (Agharta Music)
- 2007 “Jazz & Swing” amb August Tharrats, (Rosa Azul)
- 2008 “Balmoral” amb Loquillo, (Warner Music)
- 2009 “Sin Rendición” amb Nu-Niles, (Buen Ritmo)

## Teatre
- 2003 "Estranyes Sensacions", escrit i dirigit per Dani Nel·lo. Espai Brossa. Barcelona
- 2004 "Génova 2001" de Fausto Paravidino. Dir. Carme Portaceli. Teatre Grec. Barcelona
- 2006 "L'Agressor de Thomas Jonigk". Dir.Carme Portaceli. Nau Ivanow. Barcelona
- 2007 "Negra i Criminal - La ciutat de les Ombres",[7] escrit i dirigit per Dani Nel·lo. Sala Muntaner. Barcelona
- 2007 "El Perseguidor de Julio Cortázar". Dir. Lurdes Barba. Sala Muntaner. Barcelona
- 2007 "Fairy". Dir. Carme Portaceli i Toni Martín. Dir. Carme Portaceli. Nau Ivanow. Barcelona
- 2008 "Què va passar quan Nora va deixar el seu home", d'Elfriede Jelinek. Dir. Carme Portaceli. Teatre Nacional de Catalunya. Barcelona
- 2009 "Ricard II" de William Shakespeare. Dir. Carme Portaceli
- 2010 "L'Auca del senyor Esteve" de Santiago Rusiñol. Dir. Carme Portaceli. Teatre Nacional de Catalunya. Barcelona 2010 "Prometeo",[8] d'Esquil- Heiner Müller. Dir. Carme Portaceli. Teatre Grec. Barcelona